# Give It Up (ZZ Top)
Give It Up è un singolo del gruppo musicale statunitense ZZ Top, pubblicato nel 1991 ed estratto dall'album Recycler.

## Tracce
- 7"

1. Give It Up – 3:31
2. Sharp Dressed Man – 4:13

## Formazione
- Billy Gibbons – chitarra, voce
- Dusty Hill – basso, cori
- Frank Beard – batteria, cori